# يوم التراث المفتوح
يوم التراث المفتوح (المعروفة أيضًا باسم HODs) هي احتفال سنوي بالفن المعماري والثقافة في إنجلترا والتي تتيح للزوار الوصول المجاني إلى المعالم التاريخية التي لا تكون عادةً مفتوحة للجمهور، أو عادةً ما تفرض رسوم دخول، أو تكون دائمًا مجانية للزوار ودائما مفتوح للجمهور. كما يتضمن جولات وفعاليات وأنشطة تتعلق بالفن المعماري والثقافة.
يوم التراث المفتوح هو أكبر مهرجان في إنجلترا للتاريخ والثقافة، حيث يجمع أكثر من 2500 منظمة و 5000 حدث و 40.000 متطوع، استمرت الأيام المفتوحة للتراث 2018 في الفترة من 6-9 و13-16 سبتمبر.
تأسست الأيام المفتوحة للتراث في عام 1994 كمساهمة من إنجلترا في أيام التراث الأوروبي، والتي تشارك فيها الآن 49 دولة.
يتم تنظيمها من قبل متطوعون (غالبًا ما يكونون أصحاب عقارات أو مديرين)، تعد الأيام المفتوحة للتراث أحد أكبر الأحداث الثقافية التطوعية في إنجلترا، حيث تجتذب حوالي 800000 شخص كل عام. حتى أبريل 2009 ، أعطى Civic Trust التنسيق المركزي والصوت الوطني للحدث.
لا تغطي الأيام المفتوحة للتراث جميع أنحاء المملكة المتحدة ولكنها تعمل فقط في جميع أنحاء إنجلترا، باستثناء لندن، التي تنظم حدثًا منفصلاً، Open House London ، عادةً في عطلة نهاية الأسبوع التالية، عطلة نهاية الأسبوع الثالثة من سبتمبر. في اسكتلندا، تقام doors open day خلال شهر سبتمبر.

## أيام التراث المفتوحة في 2018
أقيم مهرجان 2018 في عطلتي نهاية أسبوع في سبتمبر 2018 للمرة الأولى.
في عام 2018، احتفِلَ في أيام التراث المفتوحة بالمرأة الاستثنائية، من أجل ملف النساء ناقصات التمثيل، من خلال non zero one تم وضعها باتجاه هذه المبادرة.  يتم تمويل المشروع من قبل يانصيب البريد الشعبي.

## روابط خارجية
- موقع الأيام التراثية المفتوحة
- موقع البيت المفتوح في لندن